# 猪苗代町立東中学校
猪苗代町立東中学校（いなわしろちょうりつひがしちゅうがっこう）は、福島県耶麻郡猪苗代町にあった公立中学校である。

## 概要
猪苗代町内のうち長瀬中学校、月輪中学校の2校が統合されて誕生したのが東中学校である。

## 沿革
- 1958年（昭和33年）4月1日 - 長瀬中学校、月輪中学校が統合して、新設の東中学校が開校。
- 1970年（昭和45年）8月5日 - プール完成
- 2000年（平成12年）10月18日 - 新校舎完成
- 2001年（平成13年）12月27日 - 新体育館完成
- 2022年（令和4年）3月31日 - 町内の三校と統合し、新設の猪苗代中学校が開校し、閉校[2]。

## 教育目標
- 剛毅
- 優雅
- 忍耐

## 学区
- 緑小学校、長瀬小学校区[4]